# Castillo de Cárchel

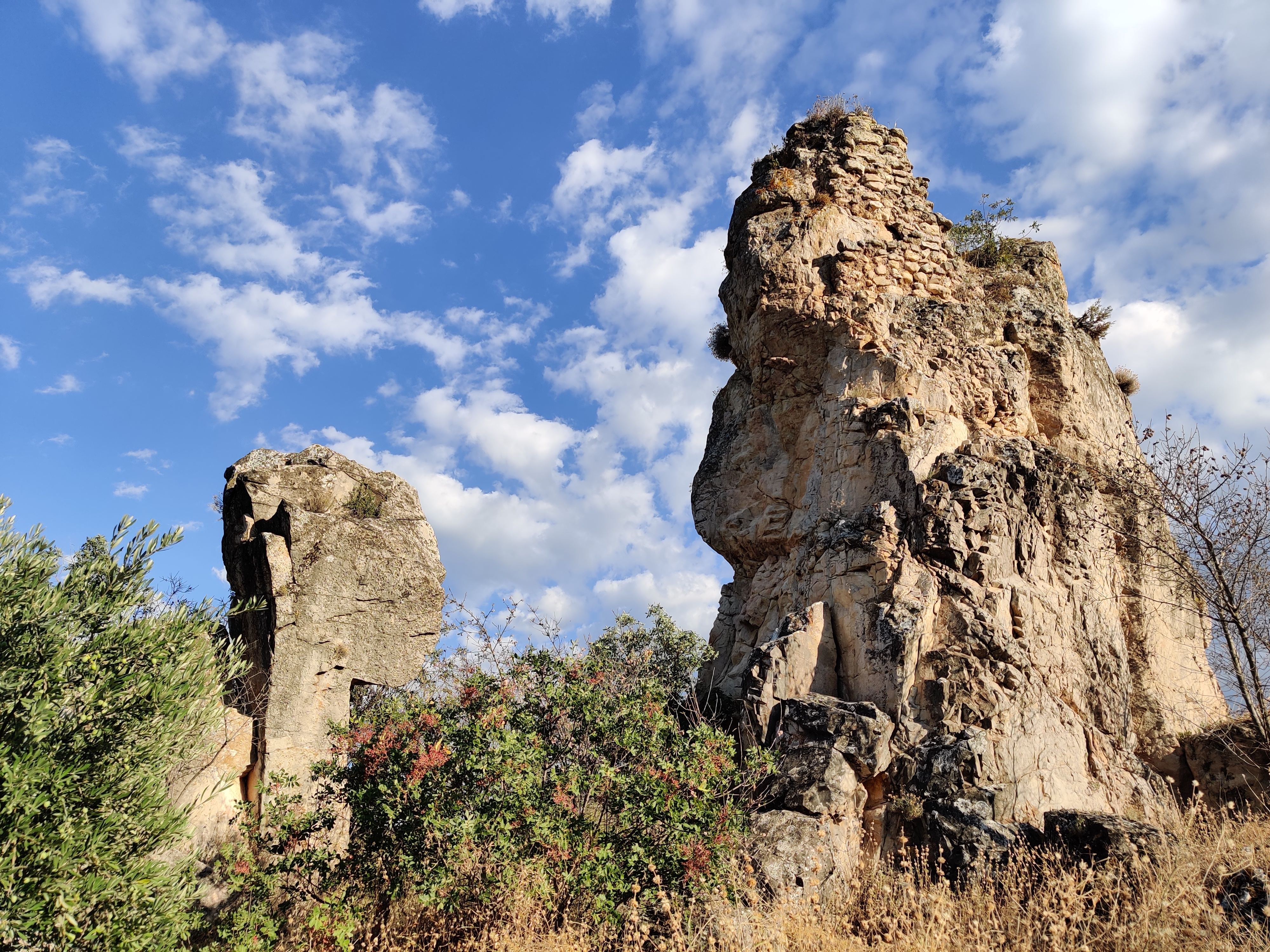
Entorno del Castillo de Cárchel

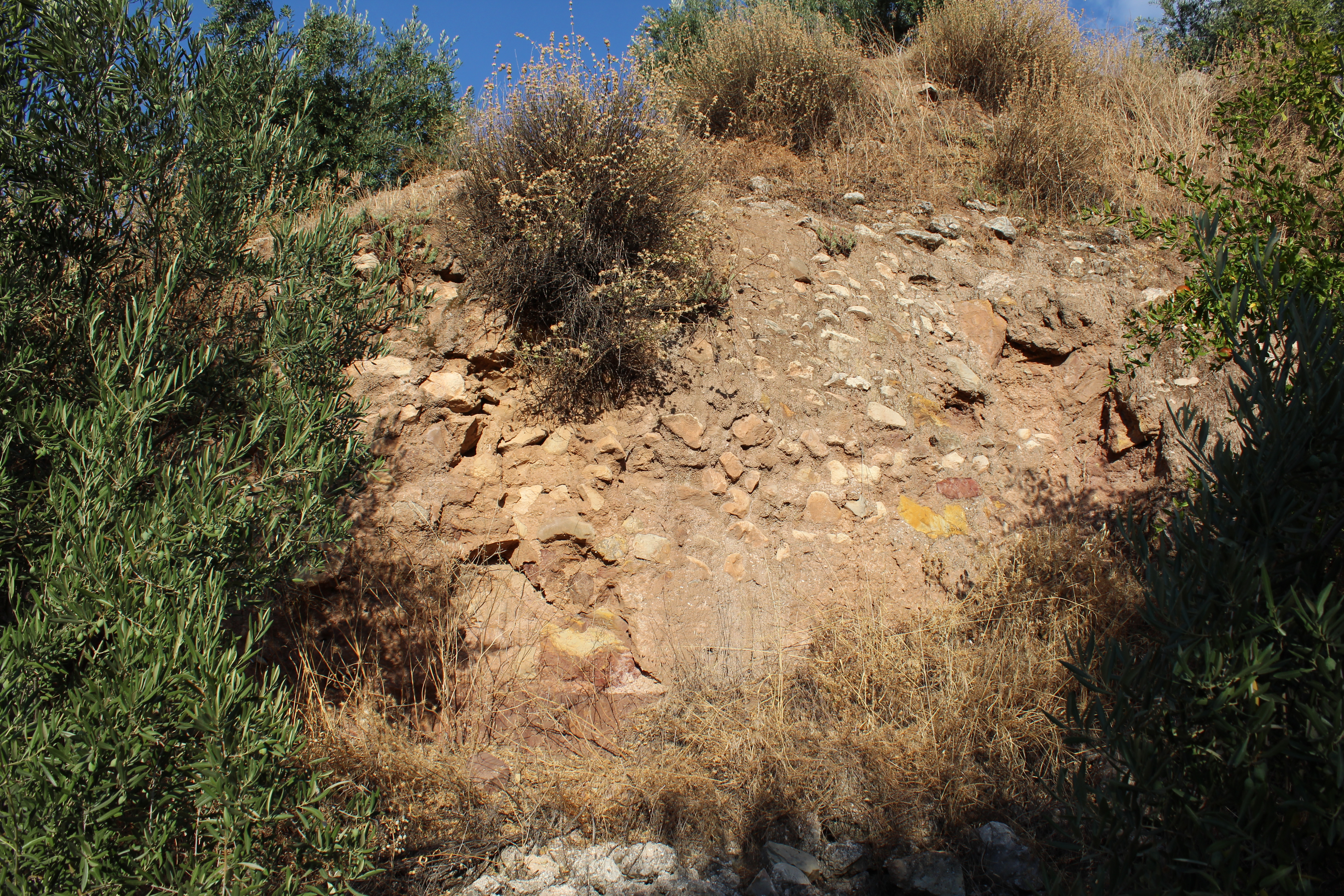
Restos de un lienzo de muralla, de mampostería irregular sin trabar, del castillo de Cárchel

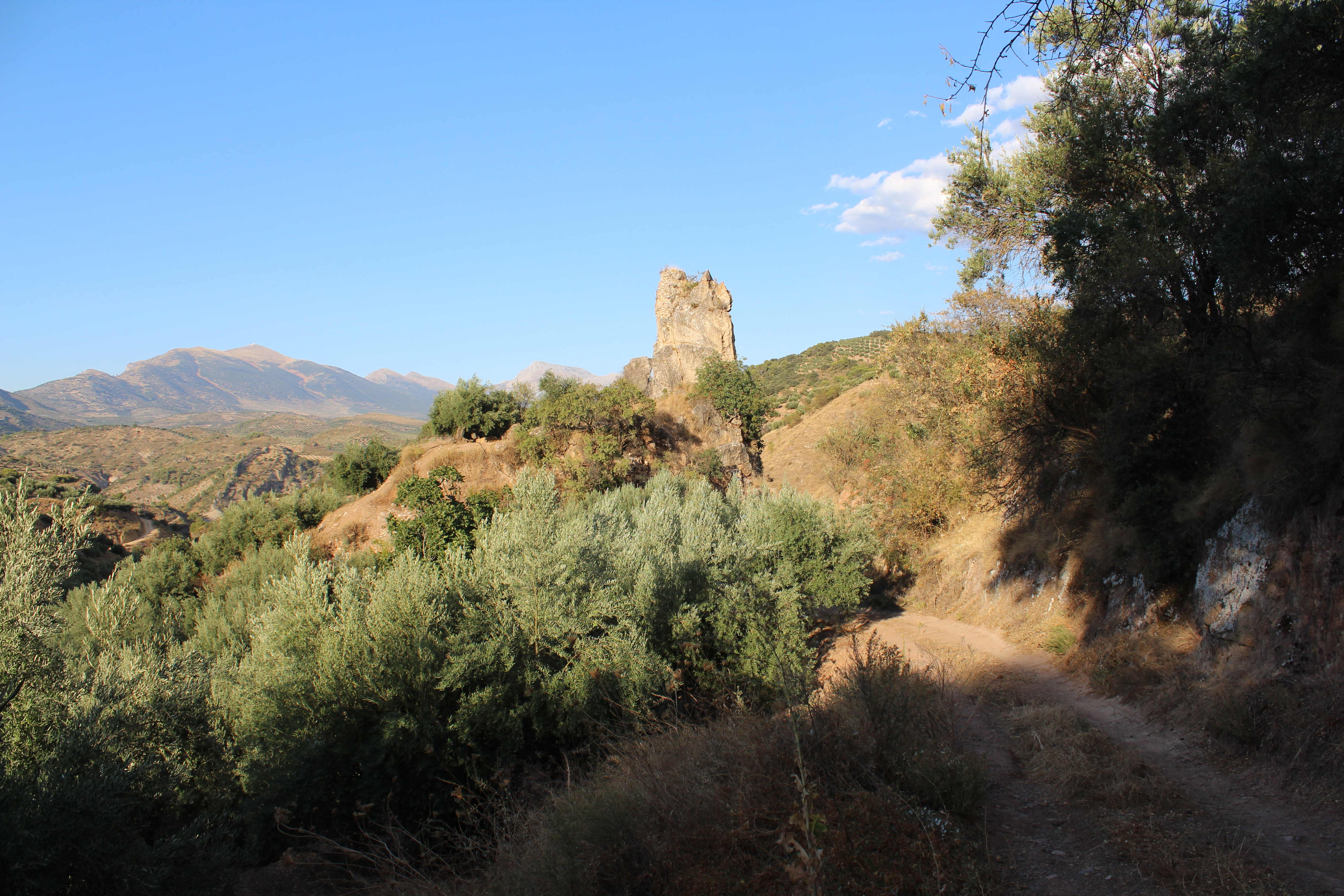
Camino que dirige de Cárchel al castillo

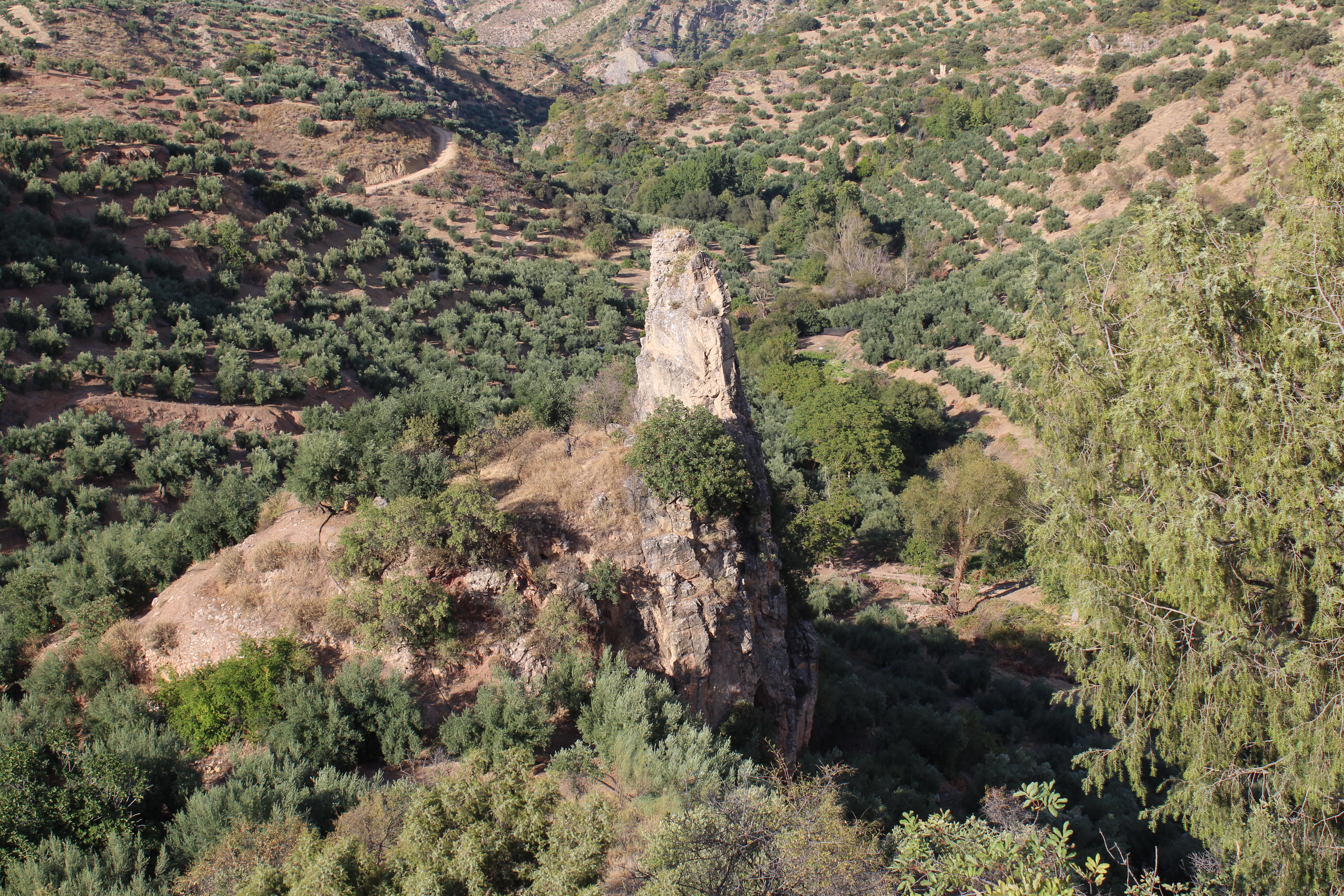
Vista lejana del Castillo de Cárchel, dominando el barranco de la Parrilla

El Castillo de cárchel son las ruinas de un castillejo localizado en el municipio de Cárchel, provincia de Jaén (Andalucía, España). Se ubica a unos 750 m s. n. m., a unos 600 metros al sureste de la población de Cárchel. La torre, la cual aún conserva el cuerpo en pie, data del siglo XIII, mientras que en la zona norte se hallaron materiales de época almohade.

## Descripción
El castillo de Cárchel se sitúa en la ladera noreste del Cerro de la Fuente, en un espolón rocoso de unos 750 metros de altitud, y al sureste de la actual población de Cárchel, a unos 600 metros.
Actualmente está prácticamente arruinado, manteniéndose en pie el cuerpo de una torre cilíndrica, fabricada de mampostería irregular trabada que se asienta directamente sobre el espolón rocoso del cerro. La torre es seguramente una construcción cristiana del siglo XIII. 
En la ladera norte del espolón pueden apreciarse aún hoy los restos de un lienzo de muralla, de mampostería irregular sin trabar, que alcanza en algunos tramos más de un metro de altura. Al sur de la torre no se encuentran construcciones, ya que el terreno arriscado suponía una gran defensa natural. En la ladera Norte es donde se encontró el material cerámico más antiguo, adscribible al período almohade.

## Historia
En cuanto a la información que de este castillo y su territorio ofrecen las fuentes escritas, después de la cuidadosa investigación filológica y arqueológica realizada por Milagros Jiménez y Tomás Quesada (1992), se ha conseguido identificar este territorio en las fuentes islámicas, lo que permite situar varios acontecimientos importantes, y devolver así su historia a este territorio.
Toda esta región puede identificarse con el distrito de Qastalla, que aparece citado a mediados del siglo X por al-Muqaddasi, nombre que se ha conservado en el topónimo Cazalla, lugar donde también se ha podido localizar un asentamiento, que posiblemente era una aldea que ya existía en el siglo IX, y quizás antes, y que estaba protegida por un pequeño castillo. A las ruinas de éste ya se refería en el siglo pasado Pascual Madoz en su Diccionario.
Por otro lado, el geógrafo al-Idrisi, en el siglo XII, en su extensa obra sobre las rutas y caminos de al-Ándalus, incluye un itinerario de Córdoba a Almería pasando por Jaén, en el que, después de citar el topónimo «Pagu», que según Jiménez y Quesada (1992) debe identificarse con Pegalajar, cita el topónimo «S.r.s.h.», que se lee Yarisa o Harisa, y que los autores citados identifican con Cárchel, añadiendo que el topónimo significaría "árbol de bellota". Esto quizá está indicando que la encina era uno de los árboles que caracterizaban a la zona. Por otro lado, los mismos autores opinan que el término Qastalla citado antes era un latinismo del árabe dialectal que significa castaño.
La abundancia de topónimos de origen latino en época islámica indica que la población existente en este territorio era la descendiente de la que ya vivía en la zona cuando se produjo la invasión musulmana. Circunstancia que queda aún más de manifiesto si tenemos en cuenta la importancia que alcanzó aquí la rebelión de los muladíes (cristianos convertidos al Islam) contra los emires de Córdoba a finales del siglo IX. En concreto, esta Yarisa puede identificarse con la fortaleza (hisn) en la que se refugió el rebelde Sa'id b. Janyar, y donde fue atacado por el ejército del gobernador de Jaén en el año 888, aunque por órdenes del emir Abd Allah se retiró antes de conseguir vencerlo, para ir a fortificar Andújar y Arjona. Tiempo después, en el año 910, vuelve a mencionarse esta localidad porque en sus proximidades fue derrotada una coalición formada por Umar ibn Hafsun, Sa'id b. Hudayl y Sa'id ibn Mastana, tres de los principales rebeldes muladíes.
En las fuentes cristianas, este territorio aparece tempranamente, citado, concretamente en la Primera Crónica General, cuando nos relata que en el curso de las acciones emprendidas en 1244 por Fernando III tendentes a la conquista de Jaén, el rey castellano "gano Pegalhaiar et Bexixar et Carchena". Esta acción tenía el objetivo concreto de cortar el paso del Guadalbullón, enlace entre Jaén y Granada. El castillo de Cárchel queda ya definitivamente en poder del rey castellano, aunque el paso del Guadalbullón cambie de manos en varias ocasiones. Carchelejo queda en una zona fronteriza, frágil por la cercanía, al Noreste de Cambil y Alhabar, ambos en poder musulmán.
Una vez conquistadas, estas tierras meridionales del Valle del Guadalbullón pasaron a formar parte de la Diócesis de Baeza-Jaén. Sin embargo, los castillos de Cárchel y Cazalla fueron donados en señorío a Don Día Sánchez de Funes, por lo que D. Pascual, obispo de Jaén, hubo de llegar a un acuerdo con el nuevo señor sobre la organización eclesiástica de estas tierras. Una nueva redistribución realizada por el rey, devolvió al obispo y cabildo de Jaén en 1253 la titularidad del castillo, aunque por poco tiempo, pues en 1271 está fechada la carta de concordia entre Día Sánchez de Funes y el obispo "sobre los diezmos de Carchel et de castalla et de los terminos".
A finales del siglo XIII, el señorío desaparecerá, al igual que los núcleos poblados, abandonándose como punto defensivo de la frontera, debido a la cercanía del castillo nazarí de Arenas, y a su aislamiento defensivo.